# 塊規

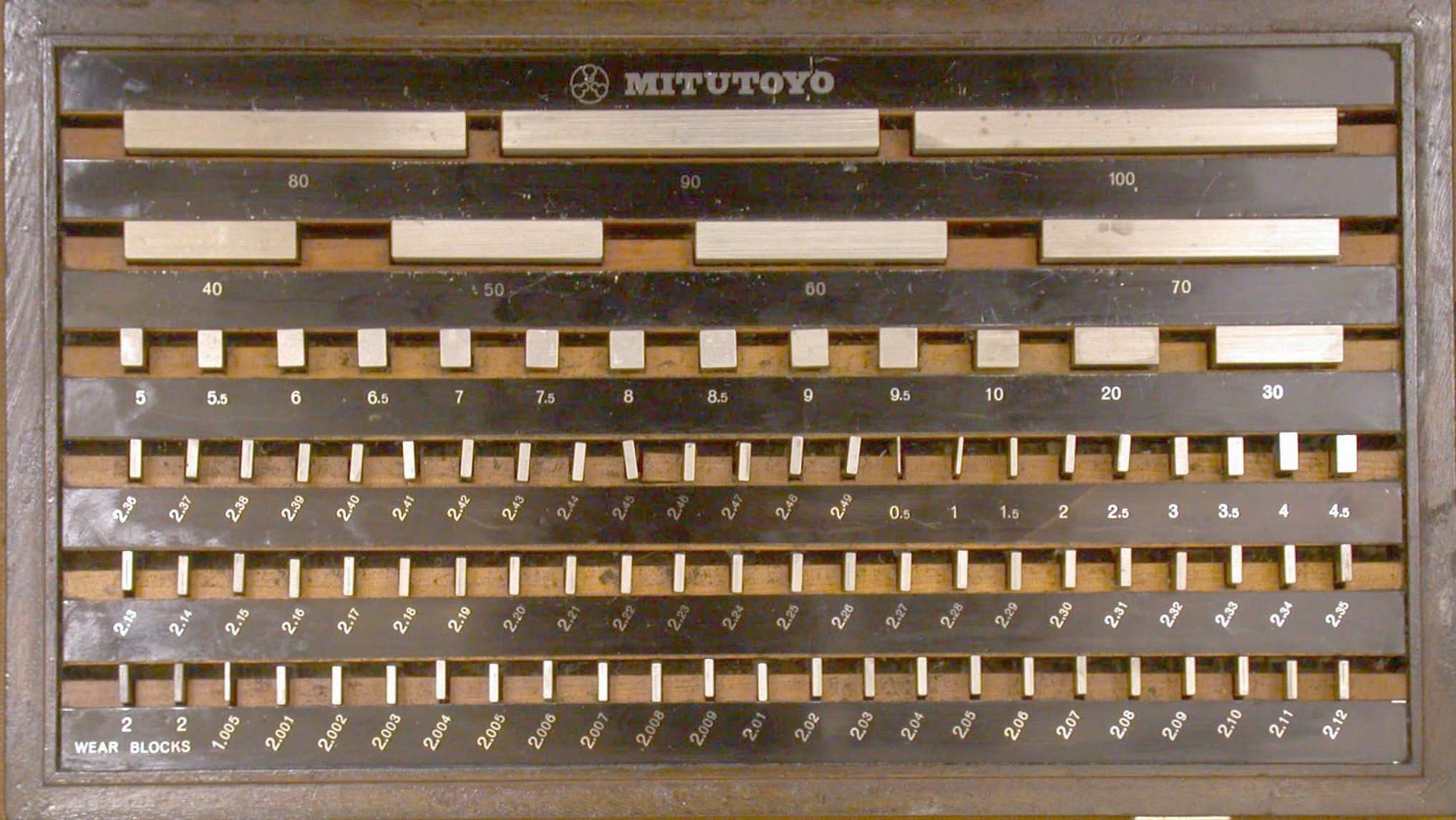
塊規

塊規（英語：Gauge block）是一種用於精密量測的標準工具，可以用做長度量測的標準件。塊規又稱規矩塊，一塊代表一種尺寸，一組通常包含數十到上百塊不同的尺寸，是用於長度精密量測的標準工具。材質以合金鋼、工具鋼、鎢鋼、陶瓷等耐磨材質製成。外形通常是長方體，六個面之中有一相對的兩面是使用於量測用，以非常高的加工精度製成，另四面為側面，表面精度可以較量測面低，除了做為手持處外，也會刻上該塊規之基本資料如長度等做為辨識。量測時，將兩片或以上的塊規壓接後量測長度，使用時必須先進行清潔。並不得以手碰觸。
塊規通常以數十到上百個不同尺寸為一組，可用扭合方式相互結合而成各種不同尺寸，以因應不同的待測尺寸。

## 材質
塊規通常由硬化合金工具鋼、陶瓷或硬質合金（例如碳化鎢或碳化鉭）製成。通常硬質合金的硬度為 1500維氏硬度。長系列滑塊由優質鋼製成，橫截面為（35 × 9 毫米），帶有用於將兩個卡瓦夾緊在一起的孔。這些也可採用碳鋼材質。鋼塊經過淬火和回火處理。硬度很重要，因為它會減慢量規在使用過程中的磨損率（這就是為什麼其他類型的量規，例如銷、螺紋塞和環也經過硬化）透過研磨將塊切割成一定尺寸。研磨。通常不涉及電鍍或其他塗層。塊體塗有少量油，並在乾燥的氣候控制條件下儲存和使用；未電鍍、未塗佈的鋼量塊可以使用數十年而不生鏽。

## 塊規的歷史
1890年，瑞典兵工廠的一位機工領班H. Ellstrom，首先製造出兩面相互平行的鋼質塊規，用於尺寸量測。但由於這些塊規數量極少，無法滿足各種工件尺寸的量測需求，於是在1898年與Ellstrom同部門的Carl Edvard Johansson，製造出一系列大小不同尺寸的塊規，以滿足不同尺寸的量測需要。這個發明在1901年以「精密量測塊規組」獲得專利。
但是當時塊規是以手工方式製作，成本頗高，而未被廣泛使用。後來美國國家標準局的William E. Hoke將塊規改用機械加工方式生產，使得塊規能夠大量製造，因此才廣受工業界的重視與應用。

## 延伸閱讀
- Doiron, T.  (PDF). Journal of Research of the National Institute of Standards and Technology (National Institute of Science and Technology). 2007, 112 (1): 1–23  [2015-10-15]. doi:10.6028/jres.112.001. （原始内容 (PDF)存档于2013-02-17）.

## 外部連結
- The Joy of High Tech （页面存档备份，存于）
- The Gauge Block Handbook; US National Institute of Standards & Technology (NIST) Monograph 180 with Corrections; 2004 （页面存档备份，存于）